# Phytobdella catenifera
Phytobdella catenifera – gatunek pijawki z rodziny Haemadipsidae występujący w Malezji. Długość ciała tej pijawki wynosi ok. 5 cm.